# Dudváh
Dudváh (mađarski: Dudvág) je nizinska rijeka u jugozapadnoj  Slovačkoj, pritok Váha dug 97 km. Površina sliva iznosi 1.507 km ². Izvire u sjevernoj Slovačkoj u blizini sela Čachtice na Malim Tatrama, u donjem dijelu toka dijeli se na Gornji i Donji Dudvah. Donji Dudvah ulijeva se u rijeku Čiernu Vodu kod sela Čierna Voda. Gornji Dudvah ulijeva se u Váh. 